# Tour hertzienne de Zwollerkerspel
La Tour hertzienne de Zwollerkerspel est une tour hertzienne en acier avec une hauteur de 90 mètres. La Tour hertzienne de Zwollerkerspel a été construite en 1985. Elle se situe dans les environs de Zwolle, sur le territoire de l'ancienne commune de Zwollerkerspel.

## Liens
- http://skyscraperpage.com/diagrams/?b64460